# 安秉範
安 秉範（アン・ビョンボム、안병범、あん へいはん、1890年8月21日 - 1950年7月29日）は、大日本帝国陸軍及び大韓民国陸軍の軍人。最終階級は、日本軍人としては大佐、韓国軍人としては准将。別名・安鐘寅、創氏改名時の日本名は亀村貞信。

## 経歴
ソウルの桂洞出身。李氏朝鮮末期に日本の陸軍中央幼年学校に留学し、1914年に陸軍士官学校の第26期生卒業。歩兵第13連隊に配属。同年12月25日、歩兵少尉。1918年7月29日、歩兵中尉。1925年3月18日、歩兵大尉。1926年4月16日、歩兵第73連隊中隊長。1928年5月28日、李垠殿下御付武官。1933年3月18日、歩兵少佐。1934年6月8日、歩兵第73連隊副官。1936年3月7日、歩兵第73連隊附。1939年、中佐。1943年8月2日、大佐に昇進し終戦を迎える。。終戦時は第124停車場司令官。
1945年8月末、李應俊、金錫源、申泰英などと共に朝鮮臨時軍事委員会を発足。
1949年1月、韓国陸軍士官学校第8期特別第1班で1週間の訓練を受け、任大佐（軍番12443番）、護国軍第103旅団長。1949年8月、釜山兵事区司令官。1950年1月、陸軍参謀学校修了。1950年6月、青年防衛隊首都防衛隊顧問。
1950年6月25日に朝鮮戦争が勃発すると、北朝鮮軍の急激な進攻によりソウルから脱出できず、6月29日に仁王山で割腹自殺した。死後、准将に追叙。また、朝鮮戦争では下の息子2人も戦死している。
安の遺骨は国立ソウル顕忠院に埋葬されている。

## 死後の評価
2008年に民族問題研究所が発表した、親日人名辞書収録予定者名簿の軍部門に選定された。

## 親族
- 長男 安光鎬：陸士第8期特別第4班[15]（軍番15150番）、1953年米陸軍指揮幕僚大学留学[16]、軍事休戦委員団委員、駐米大使館付武官、予備役准将、大韓貿易振興公社社長[17]、1992年7月没）
- 次男 安光銖：日本陸士58期卒、日本陸軍少尉、軍事英語学校卒（軍番10024番）、予備役大佐
- 三男 安光錫：生徒2期生、戦死[17]
- 四男 安光鎭：戦死[17]
- 五男 安光銑：